# Głowica (Równina Gryficka)
Głowica – wzniesienie o wysokości 57 m n.p.m. na Równinie Gryfickiej, położone w woj. zachodniopomorskim, w powiecie kołobrzeskim, w gminie Rymań. 
Przy południowo-zachodnim podnóżu góry przepływa rzeka Mołstowa.
Ok. 1,5 km na północ leży wieś Starnin, a ok. 0,9 na północny zachód osada Bębnikąt.
Nazwę Głowica wprowadzono urzędowo rozporządzeniem w 1949 roku, zastępując poprzednią niemiecką nazwę Klöter Topf.